# Selenophorus planipennis
Selenophorus planipennis är en skalbaggsart som beskrevs av Leconte. Selenophorus planipennis ingår i släktet Selenophorus och familjen jordlöpare. Inga underarter finns listade i Catalogue of Life.